# Chin Na
Le ch'in na ou qinna (chinois : 擒拿 ; pinyin : qín ná ; Wade : ch'in2 na2 ; cantonais Jyutping : kam⁴ naa⁴ ; cantonais : kàhm nàh) est un ensemble de techniques des arts martiaux chinois qui servent à saisir puis contrôler un adversaire.
Le mot 擒 (qín ou ch'in) signifie capturer, saisir, agripper, et le terme 拿 (ná) signifie prendre, tenir, saisir. Avec les frappes et les techniques visant à projeter ou amener un adversaire au sol (摔, shuai ou 摔跤, shuāijiāo, « lutte »), il constitue les techniques de combat à mains nues des arts martiaux chinois.

## Histoire et caractéristiques
Le chin na est probablement aussi vieux que les techniques de lutte. Selon certains documents archéologiques, la lutte aurait précédé les techniques de boxes. Il a sans doute une origine chinoise, mais il fut peut-être influencé par des arts martiaux indiens lors du contact avec le bouddhisme, car il existe aussi en Inde des systèmes de combat basé sur les contrôles articulaires.
Le chin na a sans doute aussi influencé le ju-jitsu japonais. Cependant, le chin na s'est sans doute peaufiné au fur et à mesure que les connaissances de l'anatomie et de l'acupuncture se précisait. En effet ce système de combat fait une large place à une connaissance poussée de l'anatomie humaine. Le chin na, toutefois, ne constitue pas un art martial en lui-même. Quasiment tous les arts martiaux chinois enseignent à des degrés divers certaines techniques du chin na. Cependant, certaines écoles utilisent plus que d'autres cette approche du combat. Le chin na comporte une théorie très poussée qui en fait un système hautement efficace et adaptable à bien des arts martiaux. Il est souvent divisé en cinq catégories :
1. Action sur les muscles/tendons : (?精, ?jīng, parfois translittéré den gin)
2. Action sur les os/articulations : (错骨, cuògǔ, « os mauvais », parfois translittéré tsuoh guu, en référence à déboîter)
3. Action sur la respiration : (闭气 / 閉氣, bìqì, « couper le souffle », parfois translittéré bih chi)
4. Action sur la circulation sanguine : ((zh), parfois translittéré duann mie)
5. Action sur la circulation énergétique : (点脉 / 點脈, diǎnmài, « point de la veine/pouls », en cantoanais, dim mak, ou encore 点血 / 點血, diǎnxuè, « point du sang »)

Cependant, il est rare qu'une technique de chin na n'ait qu'un seul effet. Ainsi une technique pour déchirer les tendons peut aussi disloquer une articulation.
Le chin na n'est pas qu'un ensemble de clés de bras. Il comprend des contrôles aux doigts, aux poignets, aux coudes, aux épaules, au cou, à la taille, aux genoux, aux pieds (les membres inférieurs comprennent moins de techniques), des attaques aux points vitaux, mais aussi des étranglements, des techniques de boxe, des projections, des immobilisations au sol, et des soins. Par ailleurs, son champ d'application comprend aussi la confrontation avec une personne armée ou avec des adversaires multiples.
De nombreuses techniques reposent sur la capacité à utiliser les doigts. Aussi, Il convient de les exercer quotidiennement, par exemple en saisissant et soulevant un pot d'une seule main ou en effectuant des pompes sur un ou deux doigts. Pour réduire les éventuels dommages occasionnés par ces exercices, il est conseillé de tremper les mains dans un liquide médical spécifique.

## Anecdote
Dans le manga et l'animé Kengan Ashura le combattant et docteur Hanafusa Hajime est un pratiquant de Chin Na.